# Bundesratswahl 2003
Die Bundesratswahlen 2003 fanden am 10. Dezember 2003 in der Schweiz  statt. Beide Kammern des neu gewählten Parlaments, die Vereinigte Bundesversammlung, wählten in dieser Gesamterneuerungswahl die Schweizer Regierung, den Bundesrat, für die von 2004 bis 2007 dauernde Amtszeit. Die Sitze wurden einzeln in der Reihenfolge des Amtsalters der Sitzinhaber bestellt. 
Bundesrat Kaspar Villiger (FDP) kandidierte nicht mehr für eine weitere Amtszeit. An seiner Stelle wurde Hans-Rudolf Merz (FDP) gewählt. Die SVP forderte aufgrund ihrer Wählerstärke einen zweiten Sitz im Bundesrat, in der Person von Christoph Blocher, auf Kosten der CVP. Erstmals seit 1872 wurde ein wiederkandidierendes Mitglied des Bundesrates, nämlich Ruth Metzler-Arnold (CVP), nicht wiedergewählt. Stattdessen wurde Christoph Blocher gewählt. Alle anderen Kandidierenden wurden problemlos wiedergewählt.

## Strategien der Fraktionen
- SVP: Am Abend nach den Parlamentswahlen sorgte die SVP für eine Überraschung. Als stärkste Partei habe sie im Sinne einer Konkordanzregierung einen Anspruch auf einen zweiten Sitz im Bundesrat auf Kosten der CVP. Ihr Kandidat heisse Christoph Blocher. Für den Fall einer Nichtwahl drohte sie mit dem Gang in die Opposition. Die SVP trat gegen den ersten zur Wahl stehenden Sitz der CVP an. Für den verbleibenden CVP-Sitz gab sie keine Empfehlung ab. Sie gestand der FDP ihren Anspruch auf den zweiten Sitz zu, machte aber auch hier keine Empfehlung.
- CVP: Die CVP-Fraktion beharrte darauf, dass bisherige Bundesräte, die ihre Arbeit gut gemacht hätten,  wiedergewählt werden sollen. Sie zog keine Kandidatur zurück und wollte auch nicht, dass ihre Bundesräte gegeneinander antreten. Den frei werdenden FDP-Sitz wollte sie nicht angreifen. Sie äusserte keine Präferenz zwischen den beiden FDP-Kandidaten.
- SP: Für die SP-Fraktion war der Kandidat Christoph Blocher nicht wählbar. Ausserdem wollte sie sich von der SVP nicht erpressen und nichts diktieren lassen. Sie empfahl die beiden CVP-Bundesräte zur Wiederwahl. Auch sie liess offen, welcher FDP-Kandidat zu unterstützen sei.
- FDP: Die FDP-LPS-Fraktion anerkannte den Anspruch der SVP auf einen zweiten Sitz und unterstützte Christoph Blocher. Für den verbleibenden CVP-Sitz äusserte sie keine Präferenzen. Für ihren frei werdenden Sitz stellte sie zwei Kandidaturen auf: Christine Beerli und Hans-Rudolf Merz.
- Grüne: Die grüne Fraktion lehnte eine Wahl Christoph Blochers ab. Sie forderte eine angemessene Frauenvertretung und unterstützte deshalb Ruth Metzler und Christine Beerli und stellte für den Fall, dass sich die SVP aus der Landesregierung zurückzieht, mit Parteipräsidentin Ruth Genner eine eigene Kandidatin auf.

## 1. Wahl (Sitz von Moritz Leuenberger)

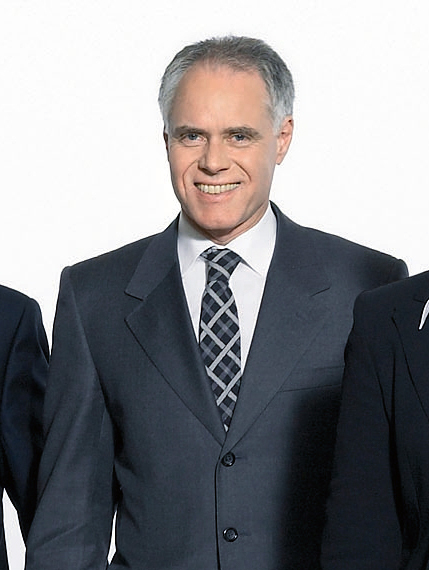
Moritz Leuenberger

Alle Parteien empfahlen Bundesrat Moritz Leuenberger, Mitglied der SP und Vorsteher des Eidgenössischen Departementes für Umwelt, Verkehr, Energie und Kommunikation (UVEK), zur Wiederwahl.
|                         | 1. Wahlgang |
| ----------------------- | ----------- |
| ausgeteilte Wahlzettel  | 246         |
| eingegangene Wahlzettel | 246         |
| leer/ungültig           | 11/1        |
| gültig total            | 234         |
| absolutes Mehr          | 118         |
| Moritz Leuenberger      | 211         |
| verschiedene            | 23          |

## 2. Wahl (Sitz von Pascal Couchepin)

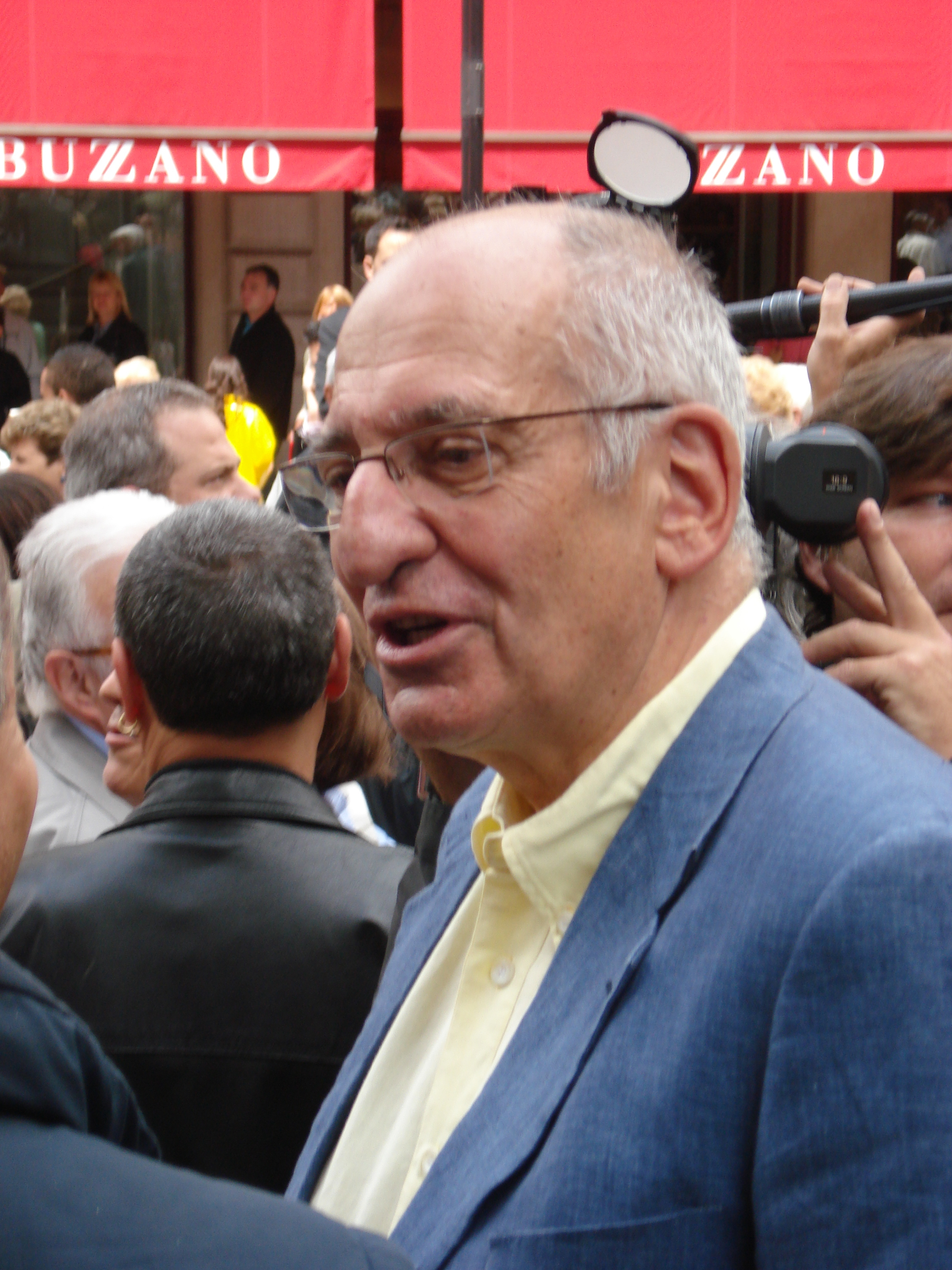
Pascal Couchepin

Auch Bundesrat Pascal Couchepin (FDP), Vorsteher des Eidgenössischen Departementes des Innern (EDI), stellte sich zur Wiederwahl. Seine Wahl war ungefährdet.
|                         | 1. Wahlgang |
| ----------------------- | ----------- |
| ausgeteilte Wahlzettel  | 246         |
| eingegangene Wahlzettel | 246         |
| leer/ungültig           | 13/3        |
| gültig total            | 230         |
| absolutes Mehr          | 116         |
| Pascal Couchepin        | 178         |
| Fulvio Pelli            | 17          |
| Fernand Cuche           | 10          |
| verschiedene            | 25          |

## 3. Wahl (Sitz von Ruth Metzler)

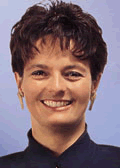
Ruth Metzler-Arnold

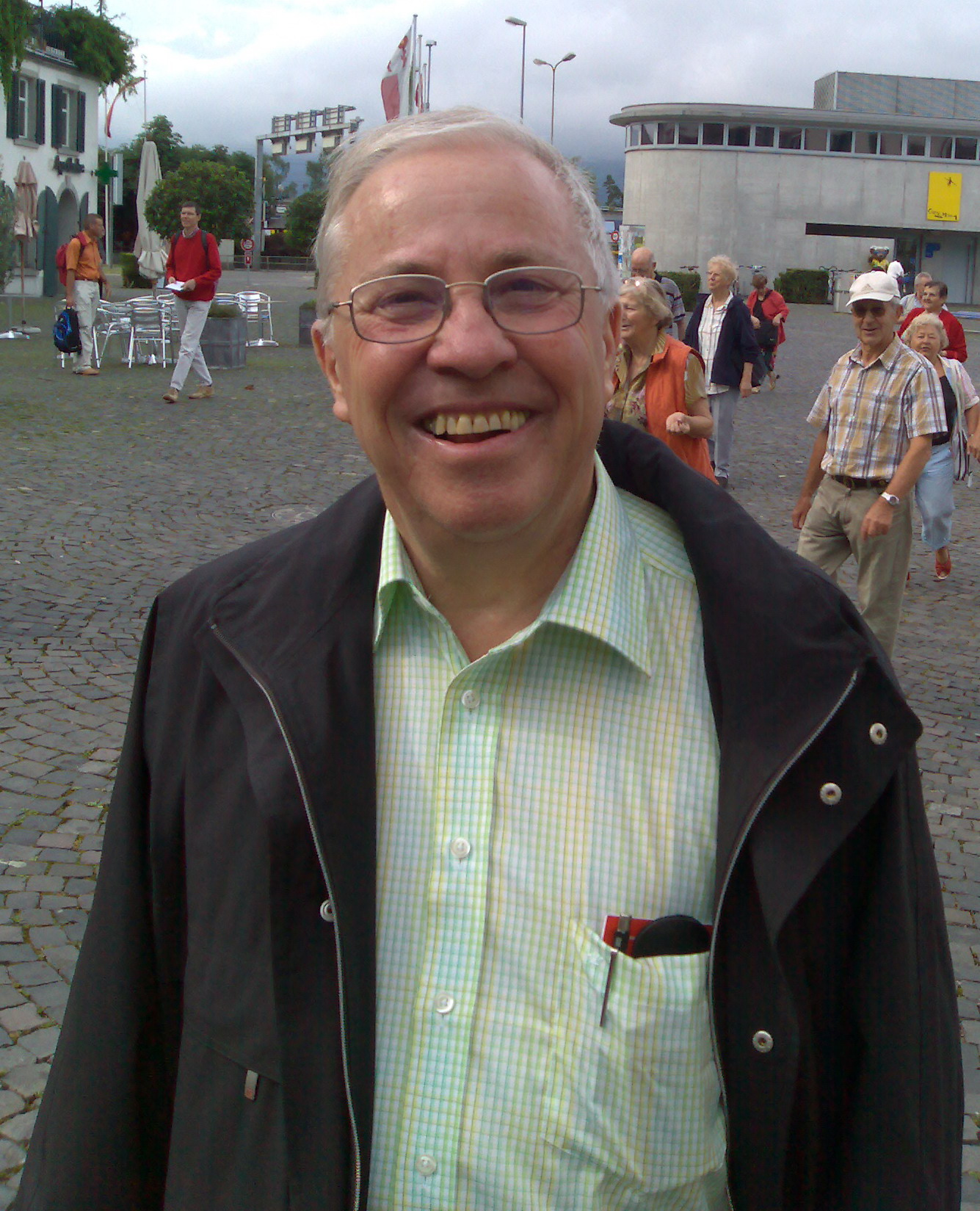
Christoph Blocher

Ruth Metzler (CVP), Vorsteherin des Eidgenössischen Justiz- und Polizeidepartementes (EJPD), musste um ihre Wiederwahl zittern. Die CVP ging nicht auf die Forderung der SVP ein und zog keine ihrer Kandidaturen zurück. Die SVP attackierte deswegen den ersten zur Wahl stehenden Sitz. Sie liess verlauten, dass dieser Angriff nicht gegen die Person Ruth Metzler gerichtet sei, sondern gegen den zweiten Sitz der CVP. Dem Parlament stehe es offen, in der 4. Wahl Ruth Metzler zu wählen.
Christoph Blocher wurde im 3. Wahlgang gewählt.
|                         | 1. Wahlgang | 2. Wahlgang | 3. Wahlgang |
| ----------------------- | ----------- | ----------- | ----------- |
| ausgeteilte Wahlzettel  | 246         | 246         | 246         |
| eingegangene Wahlzettel | 246         | 246         | 246         |
| leer/ungültig           | 4/2         | 2/3         | 5/4         |
| gültig total            | 240         | 241         | 237         |
| absolutes Mehr          | 121         | 121         | 119         |
| Christoph Blocher       | 116         | 119         | 121         |
| Ruth Metzler            | 116         | 117         | 116         |
| verschiedene            | 8           | 5           | –           |

## 4. Wahl (Sitz von Joseph Deiss)

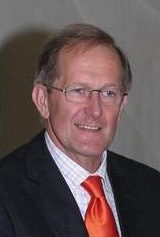
Joseph Deiss

Die CVP wollte ihre Bundesräte nicht gegeneinander antreten lassen und empfahl Joseph Deiss, Vorsteher des Eidgenössischen Volkswirtschaftsdepartements, zur Wiederwahl.
|                         | 1. Wahlgang |
| ----------------------- | ----------- |
| ausgeteilte Wahlzettel  | 245         |
| eingegangene Wahlzettel | 245         |
| leer/ungültig           | 4/0         |
| gültig total            | 241         |
| absolutes Mehr          | 121         |
| Joseph Deiss            | 138         |
| Ruth Metzler            | 96          |
| verschiedene            | 7           |

Nach dieser Wahl verkündete Ruth Metzler, dass sie für weitere Wahlgänge nicht mehr zur Verfügung stehe. Somit war ihre Nichtwiederwahl definitiv.

## 5. Wahl (Sitz von Samuel Schmid)

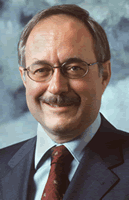
Samuel Schmid

Als Nächster stellte sich Bundesrat Samuel Schmid (SVP), Vorsteher des Eidgenössischen Departementes für Verteidigung, Bevölkerungsschutz und Sport (VBS), zur Wiederwahl. Diese war unbestritten.
|                         | 1. Wahlgang |
| ----------------------- | ----------- |
| ausgeteilte Wahlzettel  | 244         |
| eingegangene Wahlzettel | 244         |
| leer/ungültig           | 39/1        |
| gültig total            | 204         |
| absolutes Mehr          | 103         |
| Samuel Schmid           | 167         |
| Ruth Genner             | 13          |
| verschiedene            | 24          |

## 6. Wahl (Sitz von Micheline Calmy-Rey)

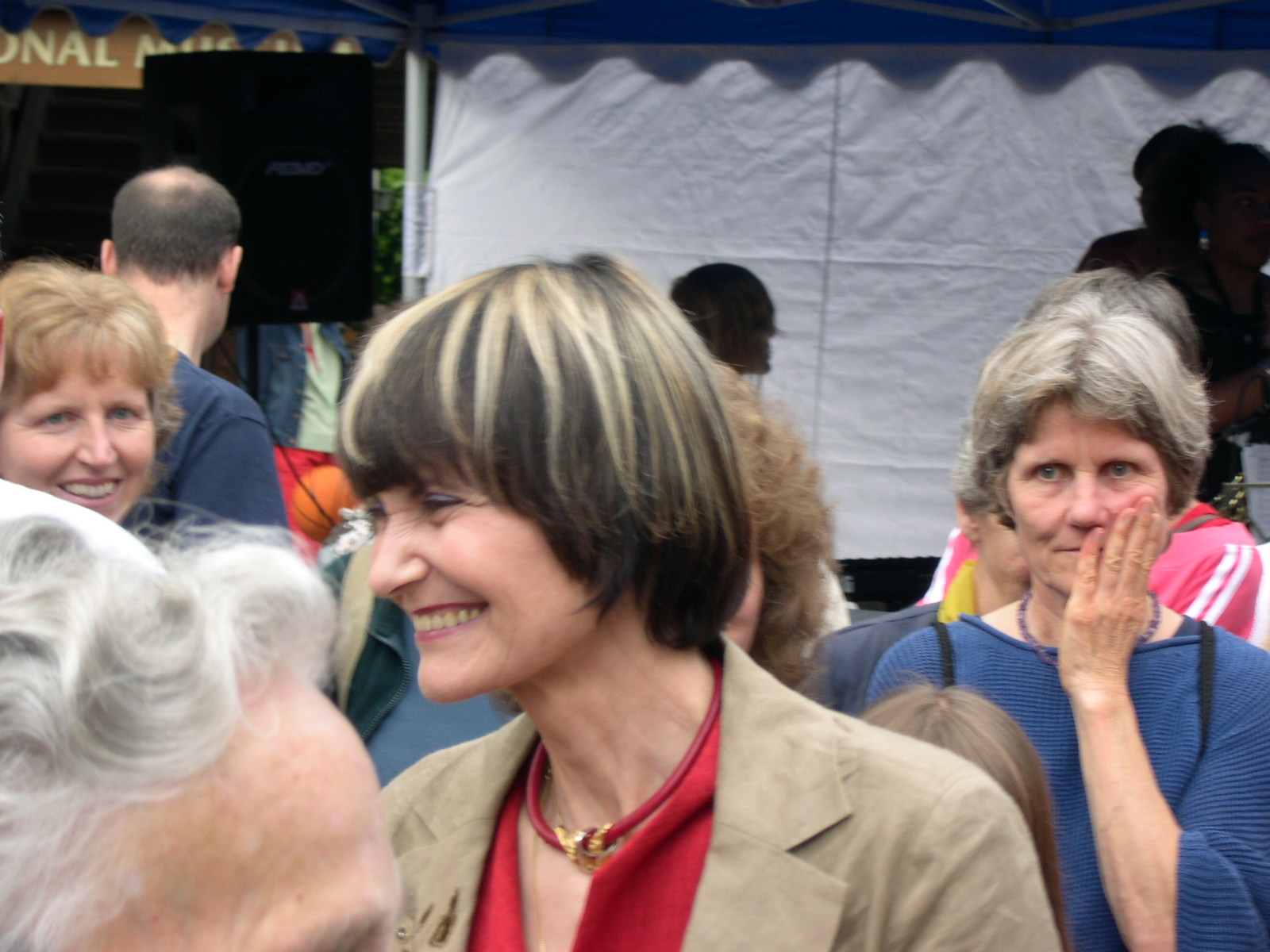
Micheline Calmy-Rey

Auch Bundesrätin Micheline Calmy-Rey (SP), Vorsteherin des Eidgenössischen Departementes für auswärtige Angelegenheiten (EDA), stellte sich zur Wiederwahl. Auch ihre Wahl war sicher.
|                         | 1. Wahlgang |
| ----------------------- | ----------- |
| ausgeteilte Wahlzettel  | 244         |
| eingegangene Wahlzettel | 244         |
| leer/ungültig           | 17/1        |
| gültig total            | 226         |
| absolutes Mehr          | 114         |
| Micheline Calmy-Rey     | 206         |
| verschiedene            | 20          |

## 7. Wahl (Neubesetzung)

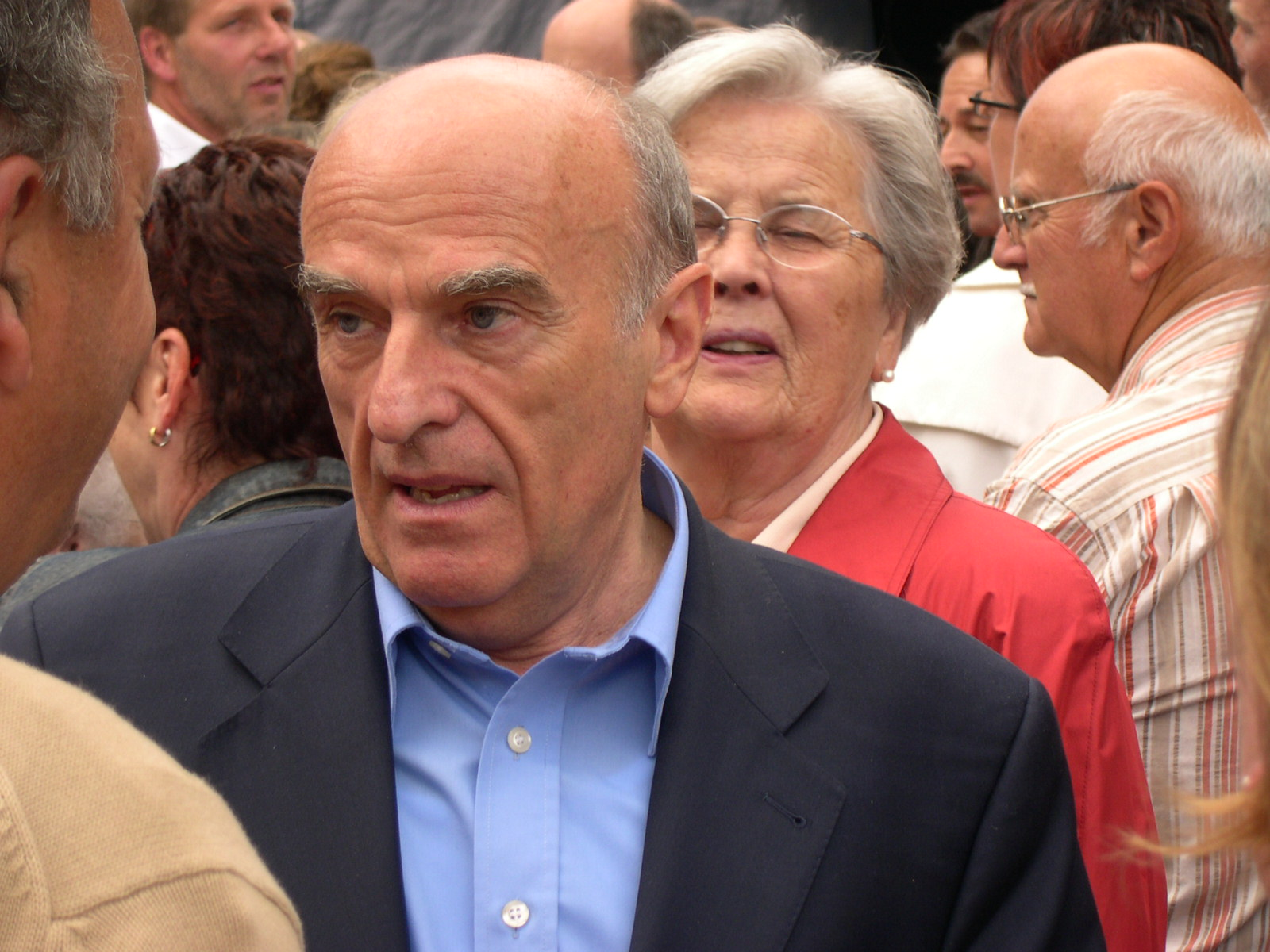
Hans-Rudolf Merz

Für den zurücktretenden Kaspar Villiger war eine Ersatzwahl nötig. Der Anspruch der FDP wurde nicht bestritten. Die FDP stellte zwei Kandidierende auf: Christine Beerli und Hans-Rudolf Merz. Die Grüne Partei der Schweiz empfahl Christine Beerli zur Wahl. Die anderen Fraktionen liessen die Wahl zwischen den beiden Kandidierenden offen.
|                         | 1. Wahlgang | 2. Wahlgang |
| ----------------------- | ----------- | ----------- |
| ausgeteilte Wahlzettel  | 246         | 244         |
| eingegangene Wahlzettel | 246         | 244         |
| leer/ungültig           | 5/0         | 5/0         |
| gültig total            | 241         | 239         |
| absolutes Mehr          | 121         | 120         |
| Hans-Rudolf Merz        | 115         | 127         |
| Christine Beerli        | 83          | 96          |
| Franz Steinegger        | 16          | –           |
| Fulvio Pelli            | 11          | –           |
| verschiedene            | 16          | 16          |

## Weitere Wahlen
Bundeskanzlerin Annemarie Huber-Hotz wurde im ersten Wahlgang mit  173 Stimmen wiedergewählt.
Joseph Deiss wurde mit 174 Stimmen zum Bundespräsidenten für das Jahr 2004 gewählt, Samuel Schmid mit 143 Stimmen zum Vizepräsidenten.

## Folgen
Mit der neuen parteipolitischen Zusammensetzung wurde die seit 1959 geltende Zauberformel geändert. Bis 2008 waren SVP, FDP und SP mit je zwei Sitzen im Bundesrat vertreten, die CVP nur noch mit einem. Somit hatten FDP und SVP eine Mehrheit im Bundesrat, die sie aber im Parlament nicht hatten. Es war nur noch eine Frau im Bundesrat vertreten, was zu Protesten führte. Der neue Bundesrat wies ein höheres Durchschnittsalter von 59 Jahren auf.